# Gyeonghuigung

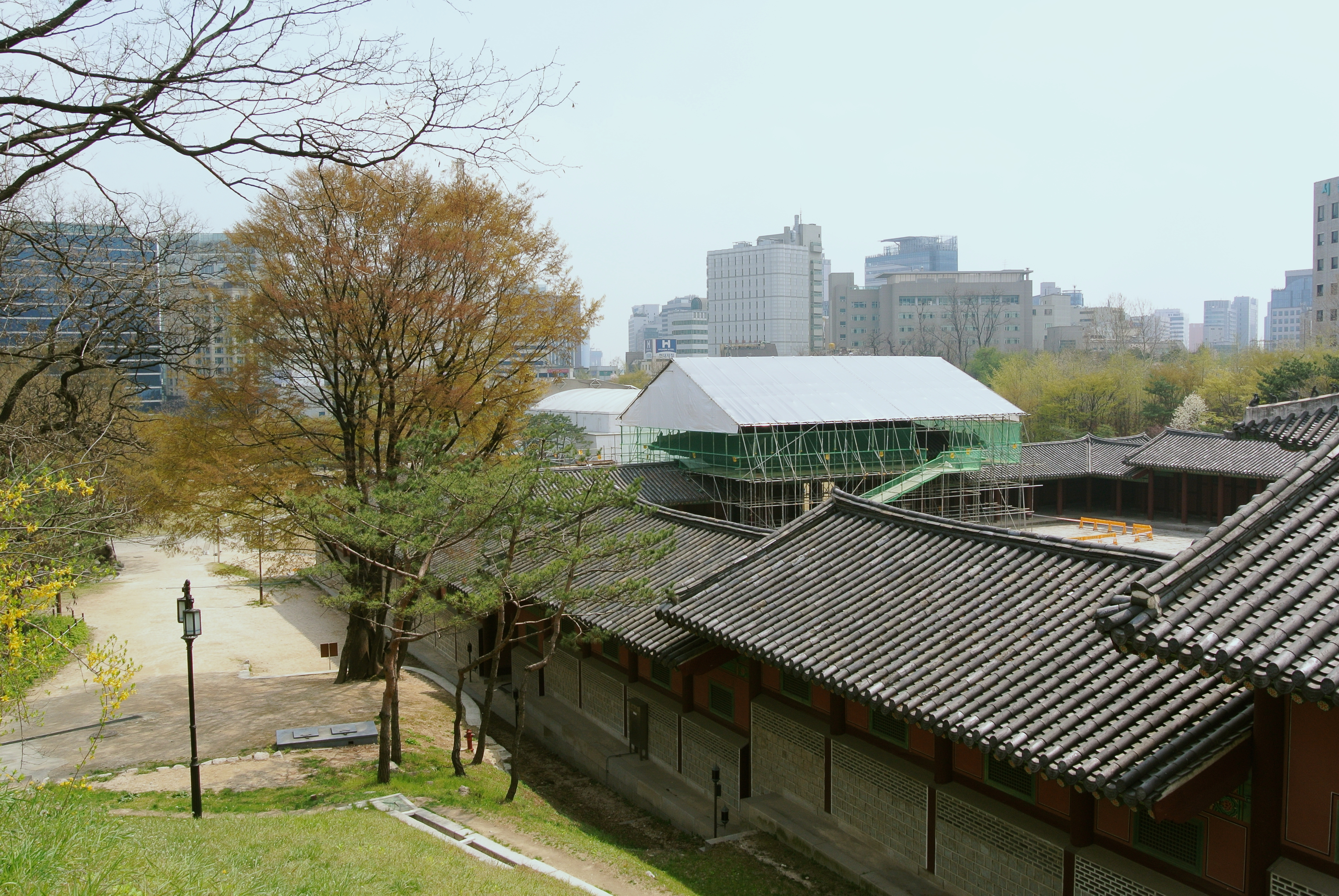
Gyeonghuigung (und Restaurierung desselben)

Gyeonghuigung [kjəŋhɨkuŋ] ist ein Palast unter fünf Palästen in Seoul, die während der Regierungszeit der Joseon-Dynastie gebaut wurden.

## Geschichte
Der Palast wurde zwischen 1617 und 1623 unter dem ursprünglichen Namen Gyeongdeokgung vom 15. König Gwanghaegun (1608–1623) errichtet. Im Jahre 1760 wurde der Palast von König Yeongjo in Gyeonghuigung umbenannt. Sein Name bedeutet auf Koreanisch „Palast der ungestörten Harmonie“. Man nannte ihn auch den westlichen Palast (Seogwol), da er im Westen der Stadt lag.
Im Jahre 1829 brannten große Teile des Palastes nieder, die aber schon in den folgenden Jahren wieder aufgebaut wurden. Zeitweilig war der Palast so groß, dass er 1905 unter König Gojong mittels einer Brücke mit dem Deoksugung verbunden war.
Während der japanischen Herrschaft im vorigen Jahrhundert wurden viele Gebäude zerstört oder verlegt und an seiner Stelle die japanische Gyeongreong-Mittelschule errichtet.
1980 wurde der historische Ort des Gyeonghuigung unter der Nummer 271 in die koreanische Liste „Historic Site“ aufgenommen. In den 1990er Jahren startete die südkoreanische Regierung ein Programm zur Rekonstruktion der fünf großen Paläste. Es gelang nur, etwa ein Drittel des Gyeonghuigung zu rekonstruieren. Ab 2002 war der Palast wieder für die Öffentlichkeit zugänglich.

## Gebäude
- Sungjeongjeon
- Jajeongjeon
- Taeryeongjeon
- Heunghwamun
- Geumcheongyo Brücke